# Château de Villemonteix
Le château de Villemonteix est situé à Saint-Pardoux-les-Cards dans le département de la Creuse et la région Nouvelle-Aquitaine.

## Historique
Le château a été édifié au XVe siècle. Il permettait de contrôler l'un des accès vers Ahun.
Le marquis de Biencourt, propriétaire, y fomente un complot monarchiste sous la Révolution. En 1803, il passe à Charles de la Barre, vicomte de Bridiers. Mme Aubert, veuve d'un notaire de Boussac, acquiert le domaine en 1888. La famille Sallandrouze, manufacturier d'Aubusson, en devient par la suite propriétaire. 
Le château est classé monument historique par arrêté du 14 juin 1946. Il est actuellement habité par son propriétaire, Pierre Lajoix, qui l'a acheté en 1982, et est ouvert au public.

## Architecture
C'est un château privé datant du XVe siècle, comportant un corps de logis rectangulaire flanqué de hautes tours rondes aux angles de sa façade ouest et, sur la façade opposée, une tour d'escalier carrée. Deux des angles sont couronnés d'échauguettes en encorbellement. Un chemin de ronde avec mâchicoulis domine les murailles et de petites ouvertures en accolade décorent l'intervalle des corbeaux supportant les mâchicoulis.
Dans la cour, un puits hexagonal a panneaux assemblés, présente une décoration de quadrilobes. 
L'ensemble est complété par un  tilleul tricentenaire et un pigeonnier fortifié XVe siècle/XVIe siècle.
Une douzaine de pièces sont présentes sur les quatre niveaux du château. 
À l'intérieur on peut admirer des tapisseries d'Aubusson dont les modèles sont de Isaac Moillon, peintre ayant réalisé des cartons pour les tapissiers d'Aubusson et aussi des Flandres datant des XVIe et XVIIIe siècles. 
Il existe aussi plusieurs meubles estampillés, un service de table en porcelaine de Sèvres du XVIIIe siècle et, par le hasard d'un don d'héritiers au châtelain, le rare piano double de la maison Pleyel qui fut offert par sa famille à Léon Reinach (1893-1943) et à son épouse, née Béatrice de Camondo (1894-1945) — mariés de 1918 à 1942 — morts en déportation, ainsi que leurs deux enfants.

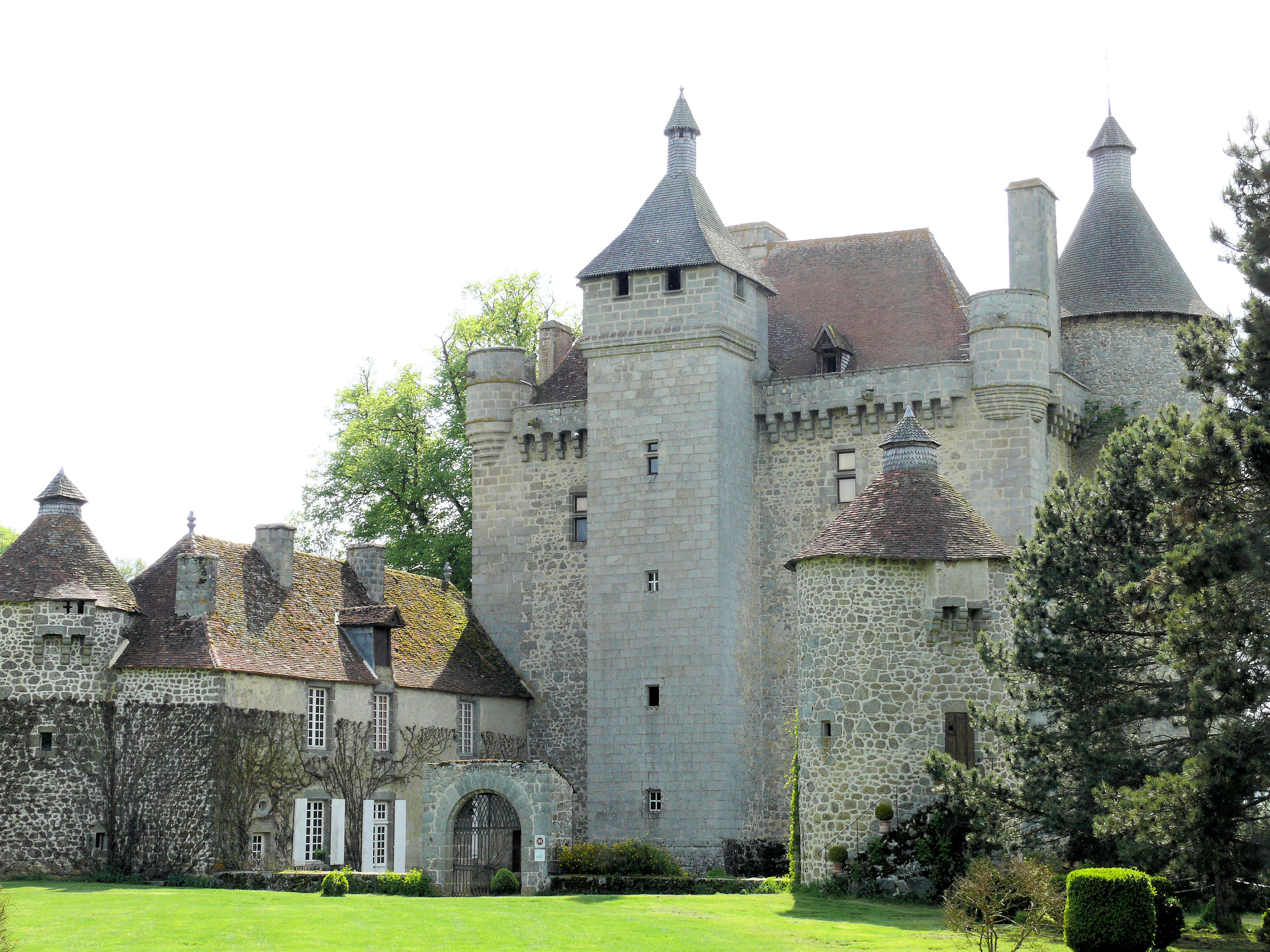
Château de Villemonteix, vue d'ensemble.
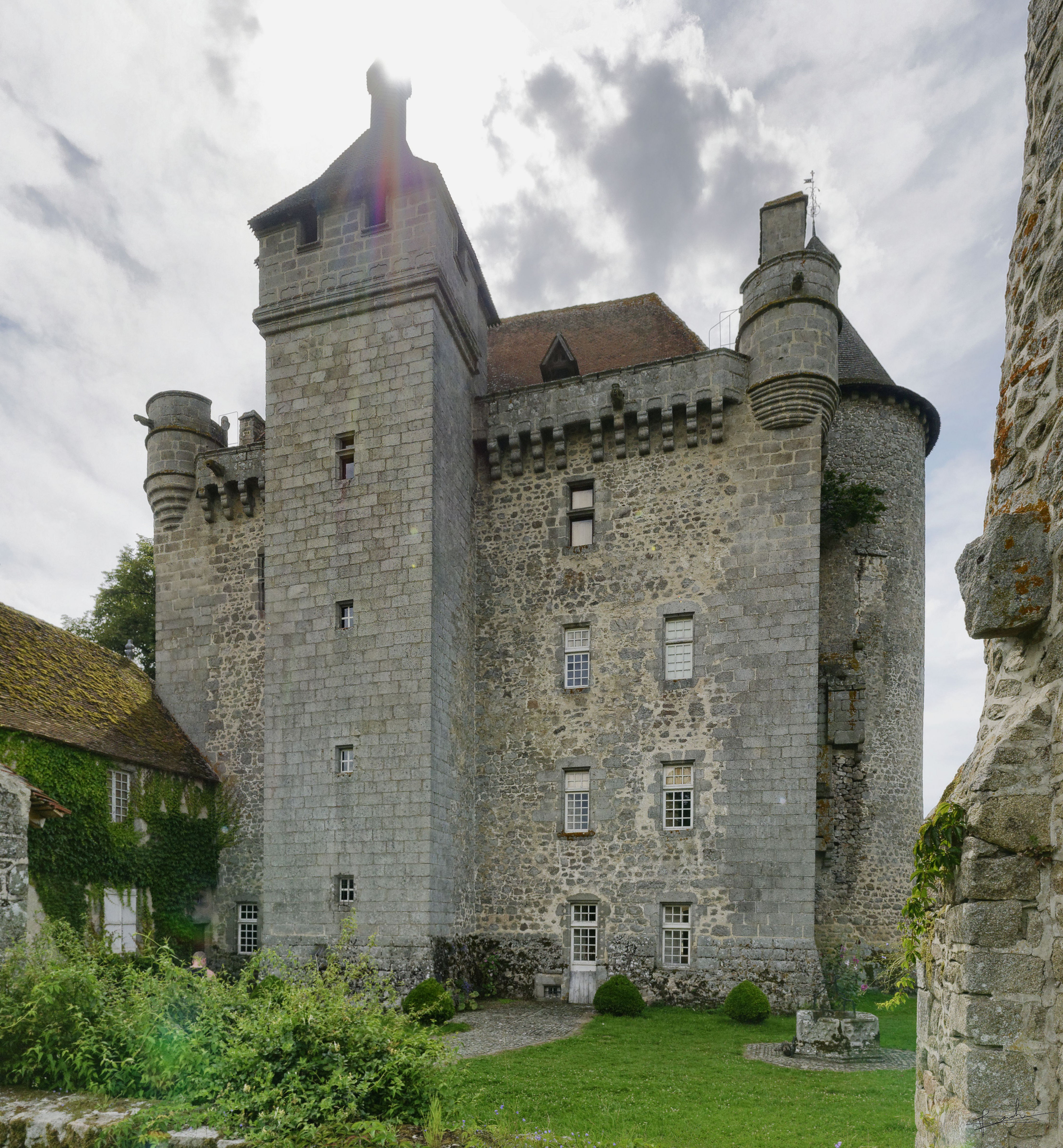
Château de Villemonteix depuis la tour extérieure.
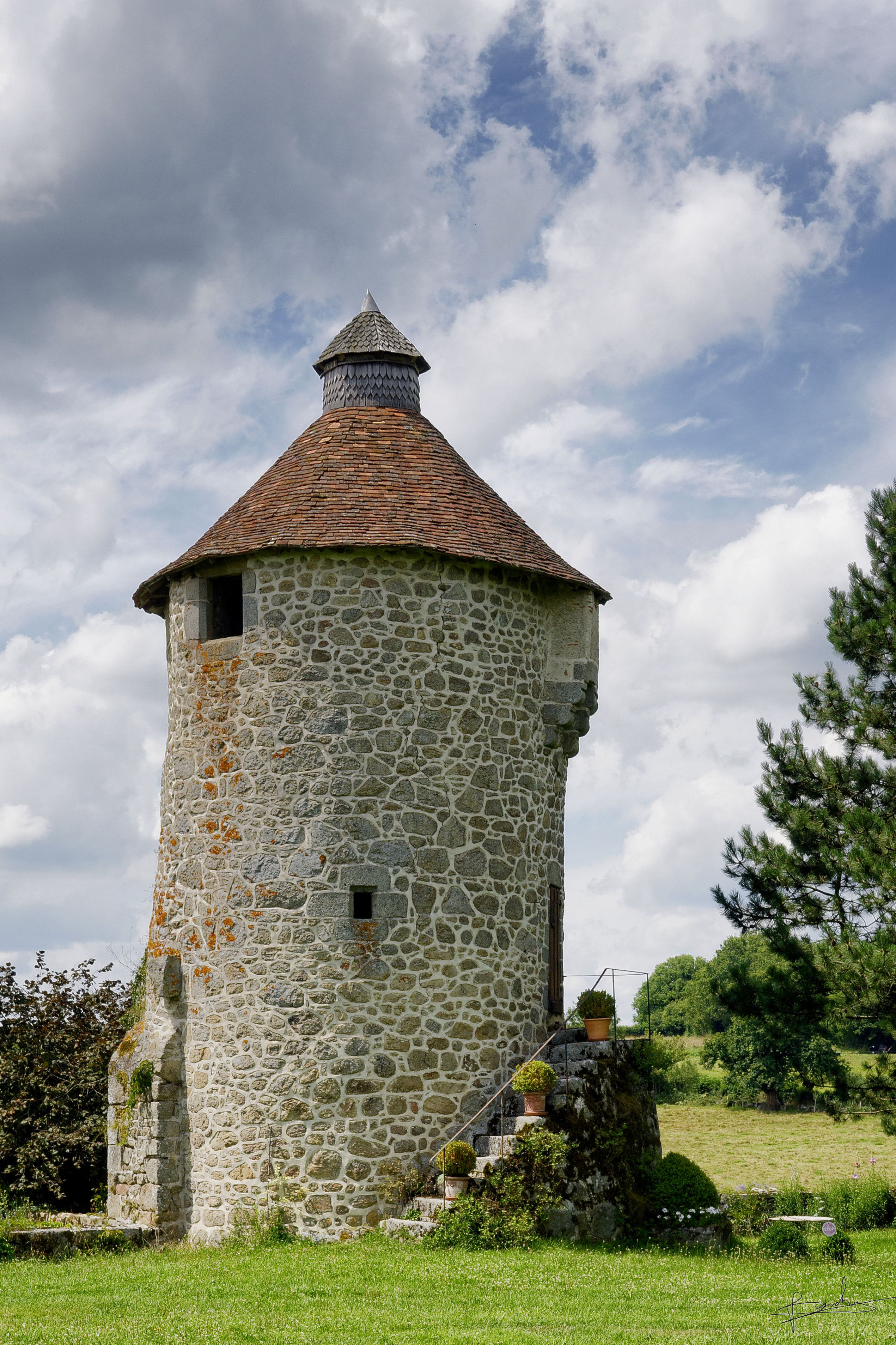
Château de Villemonteix, ancienne tour externe.
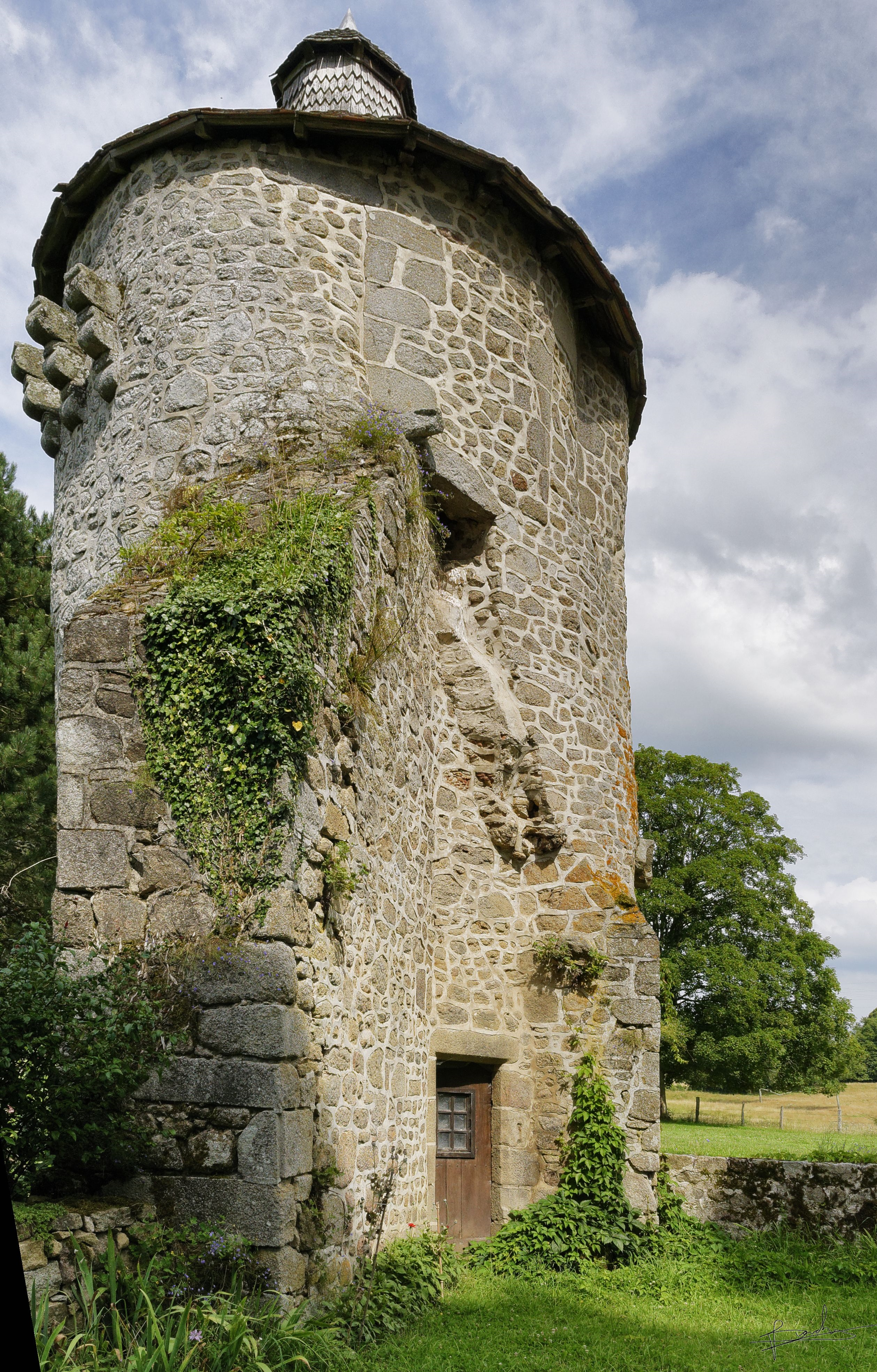
Château de Villemonteix, ancienne tour externe.
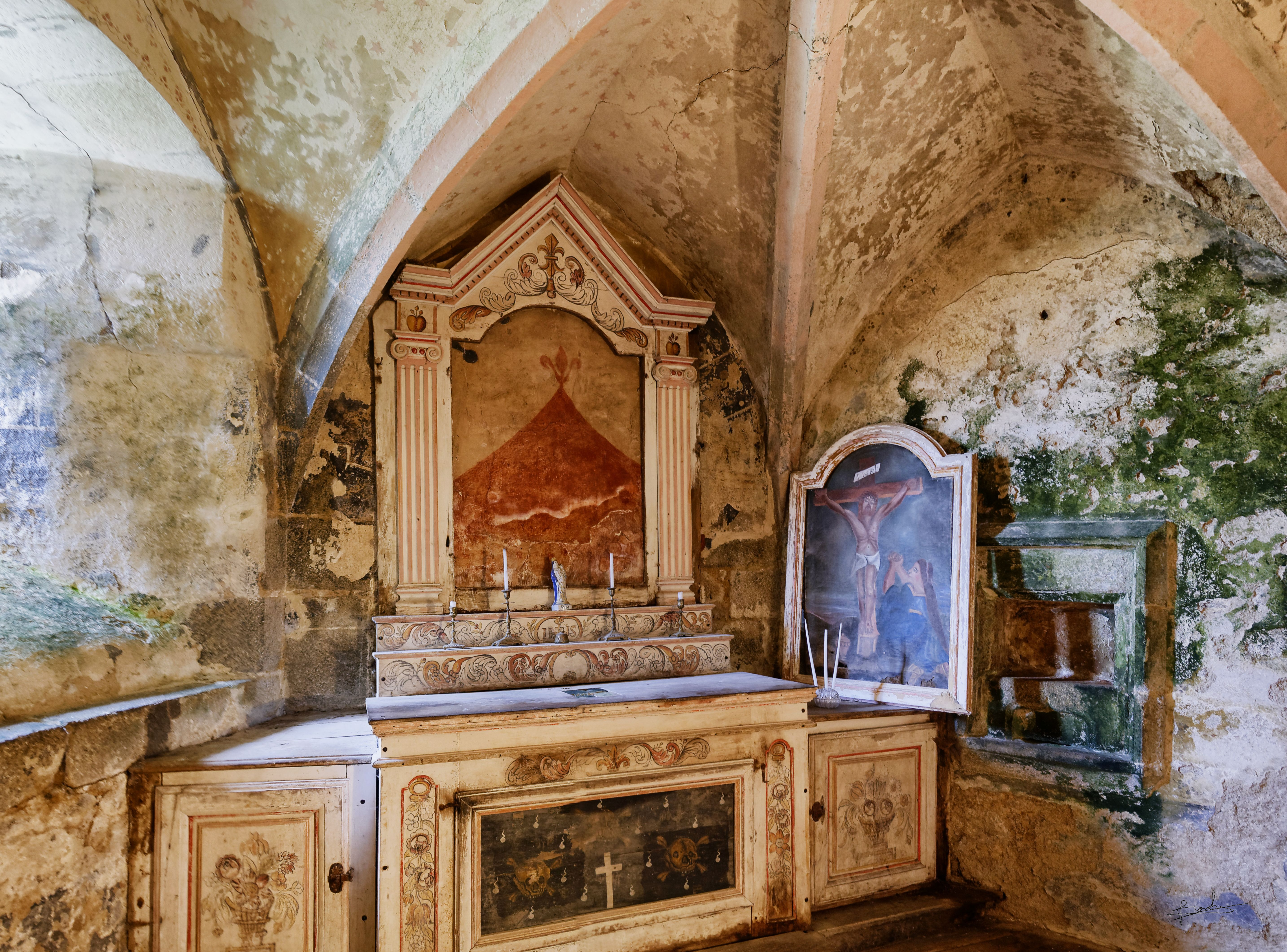
Château de Villemonteix, la chapelle des pèlerins.
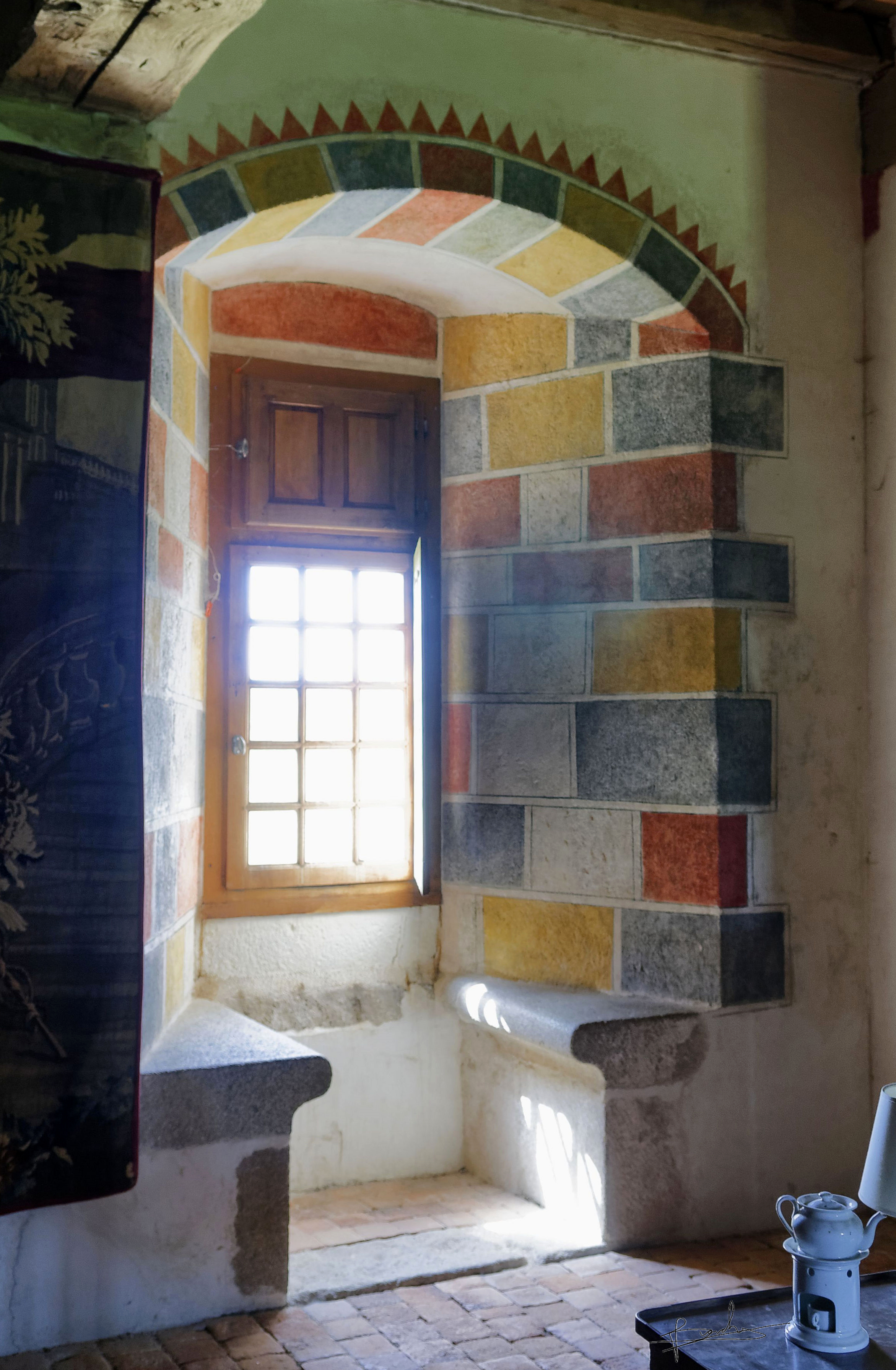
Château de Villemonteix, fenêtre avec ses couleurs originelles.
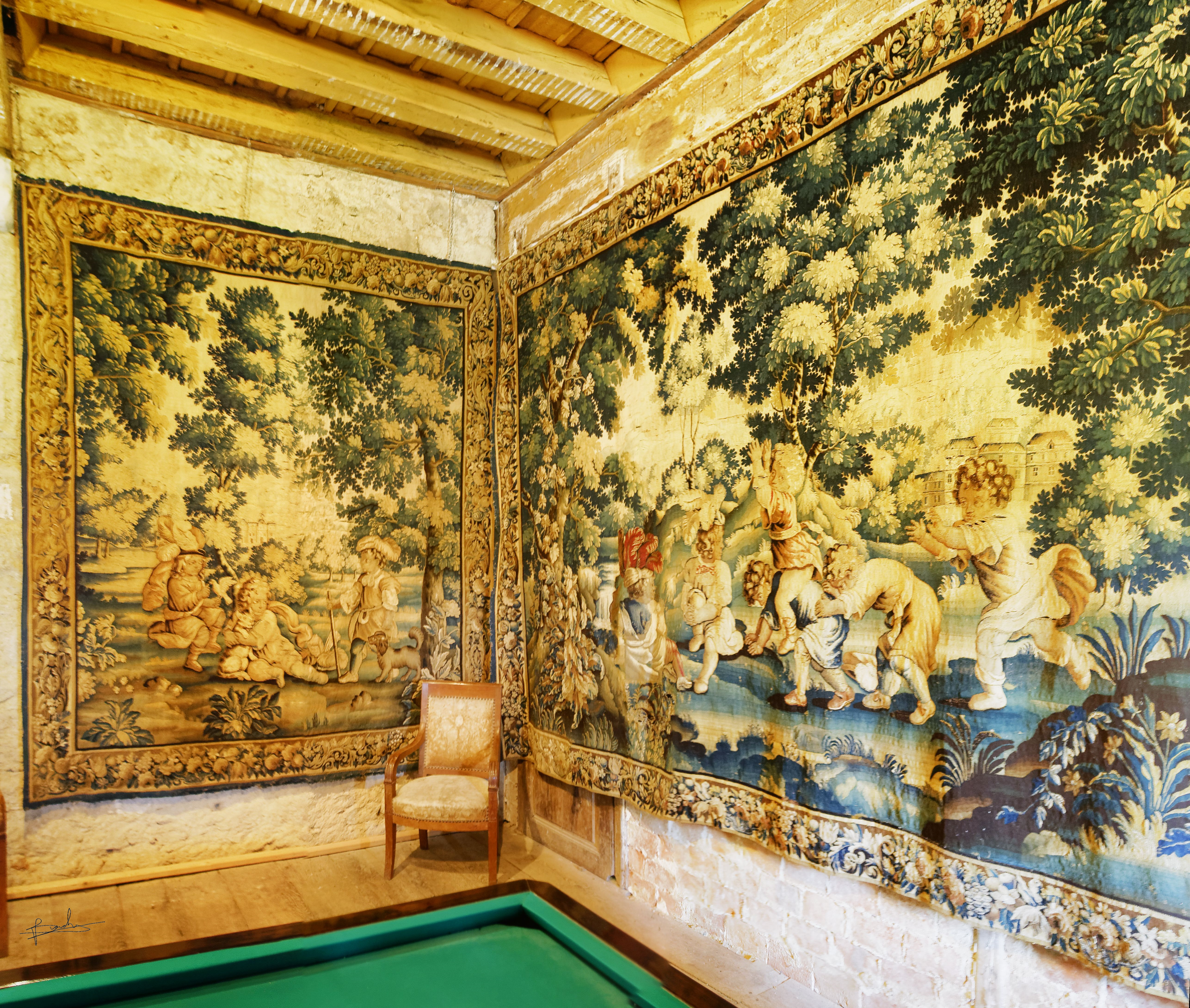
Château de Villemonteix, tapisserie.
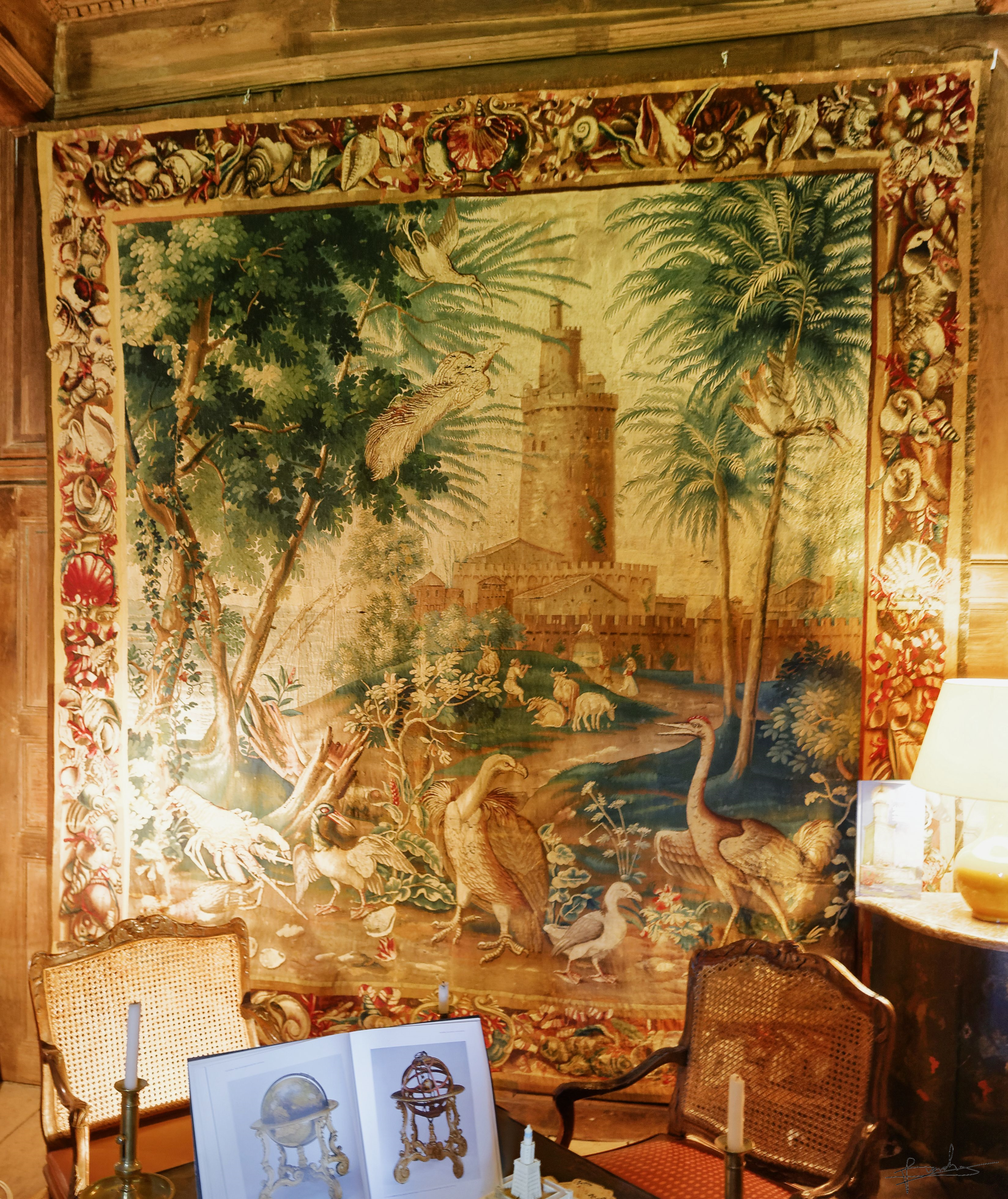
Château de Villemonteix, tapisserie.
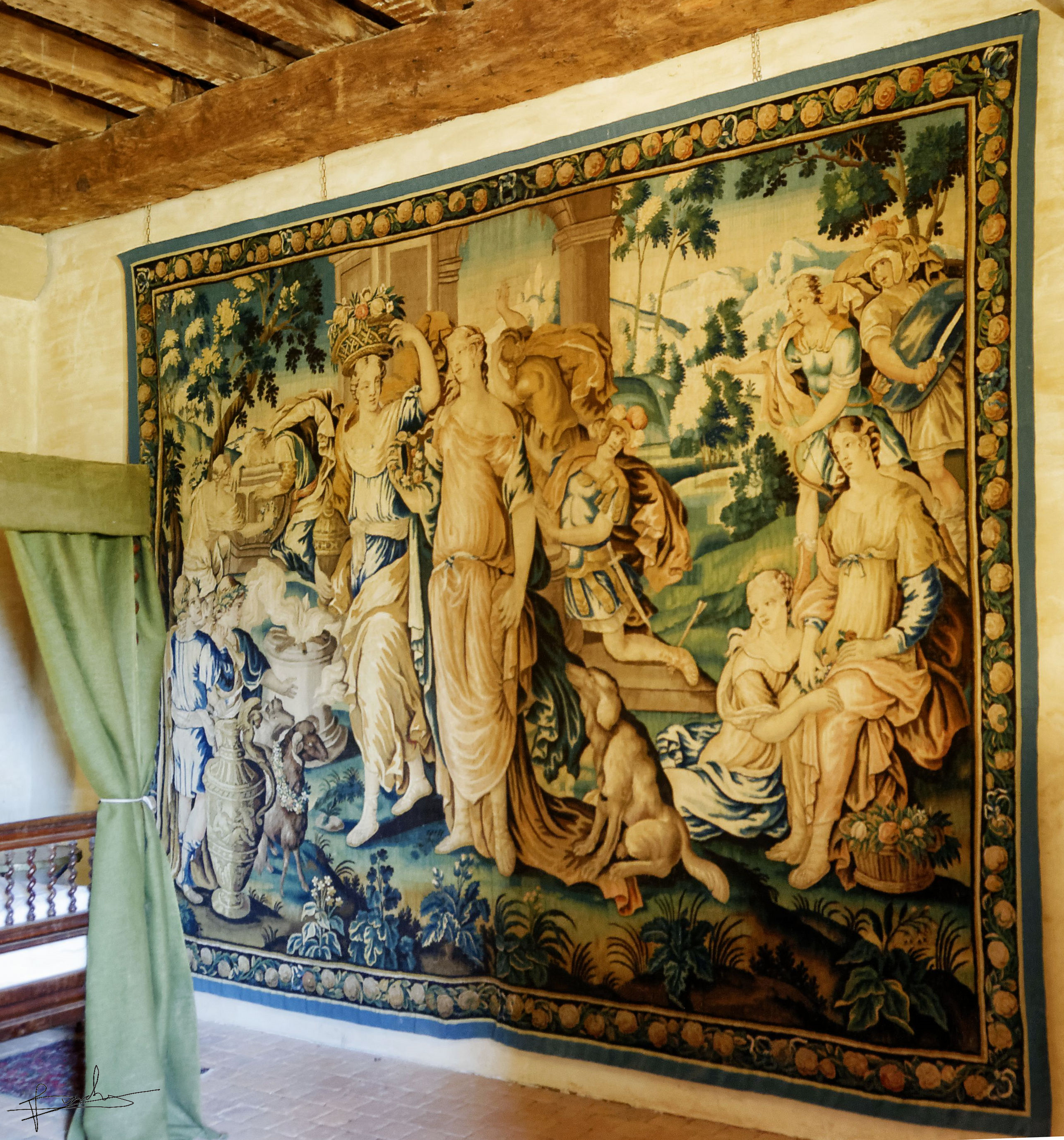
Château de Villemonteix, tapisserie.
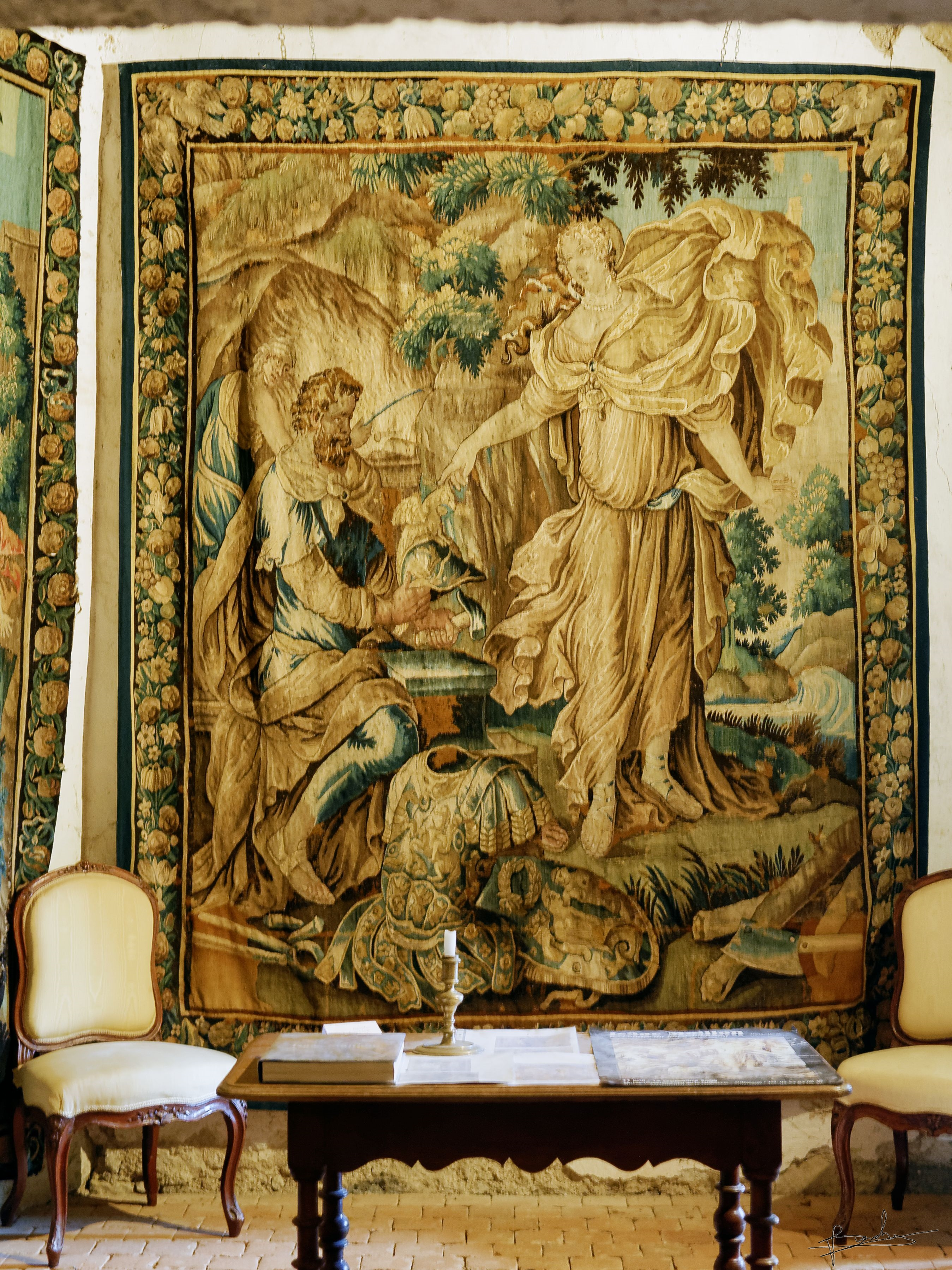
Château de Villemonteix, tapisserie.
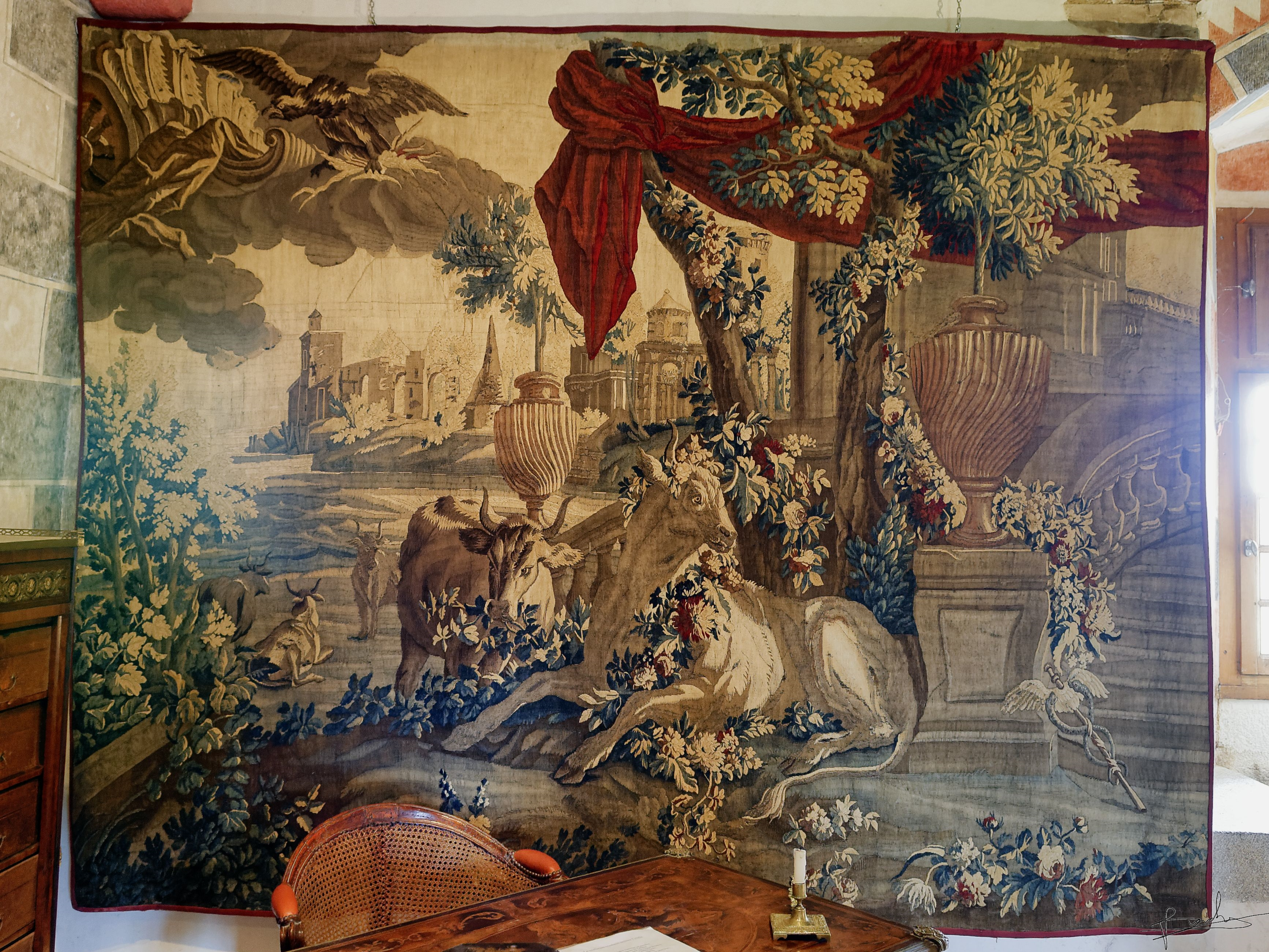
Château de Villemonteix, tapisserie.
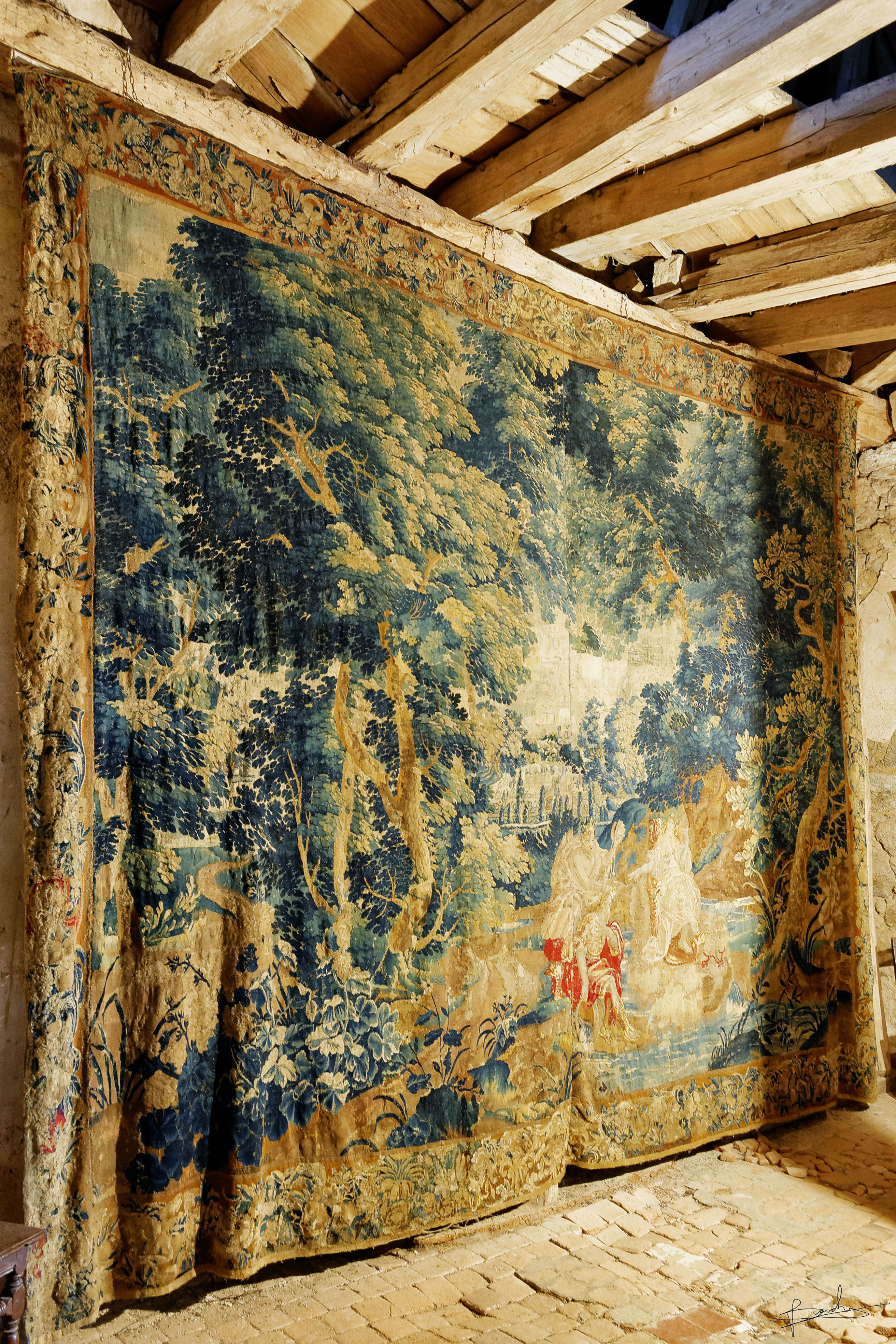
Château de Villemonteix, tapisserie.
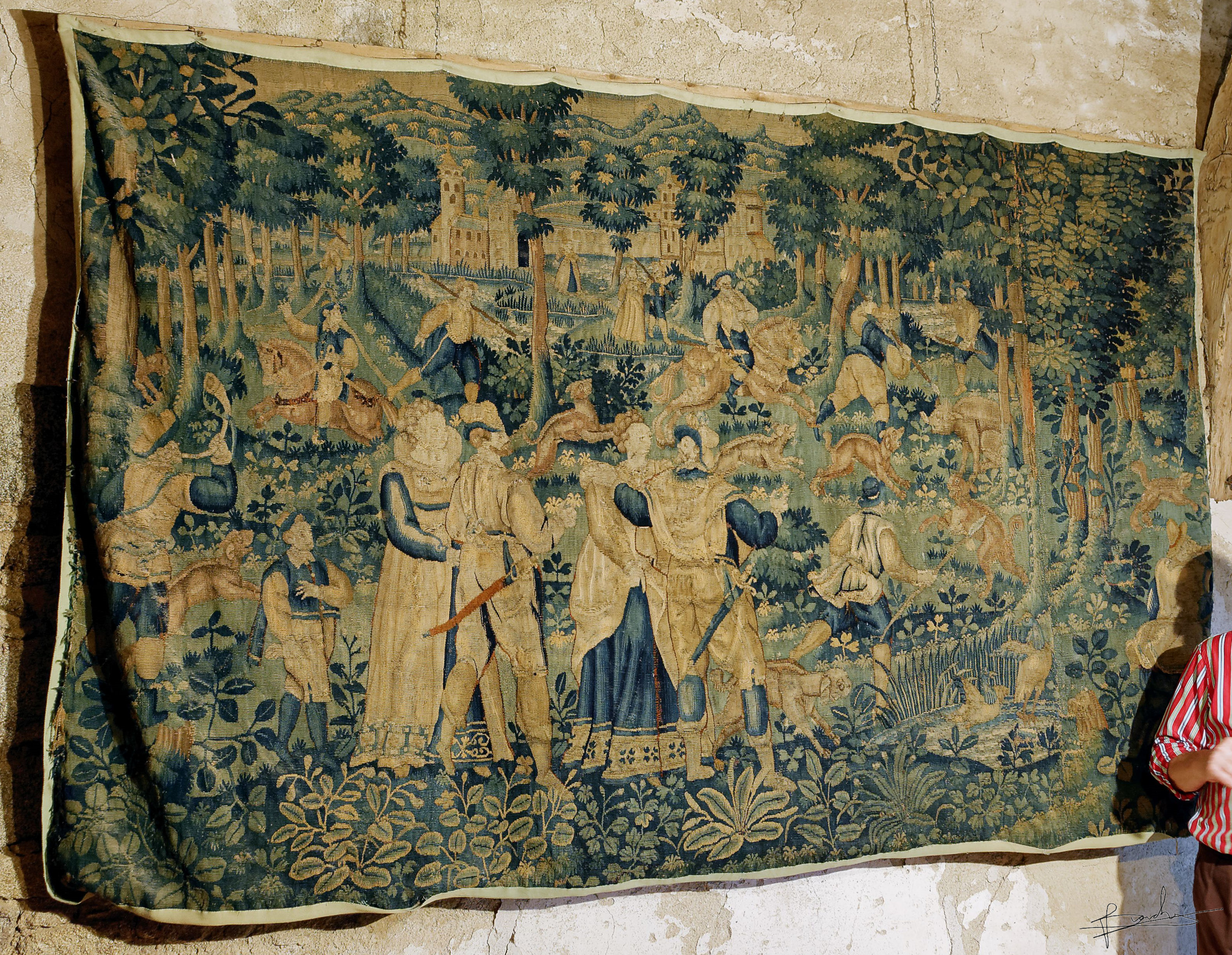
Château de Villemonteix, tapisserie.